# Resolutie 845 Veiligheidsraad Verenigde Naties
Resolutie 845 van de Veiligheidsraad van de Verenigde Naties werd unaniem door de VN-Veiligheidsraad goedgekeurd op 18 juni 1992.

## Achtergrond
In 1991 vielen de zes deelrepublieken van Joegoslavië uit elkaar. Dat was meteen het startsein van een bloedige burgeroorlog. Een van de partijen was de nieuwe Republiek Macedonië, die aan Griekenland grenst. Dit laatste land heeft een regio die eveneens Macedonië heet, en eist dat de Republiek Macedonië van naam verandert, omdat haar huidige naam een aanspraak zou inhouden op de Griekse regio.

## Inhoud
De Veiligheidsraad:
- Herinnert aan resolutie 817 en dringt er bij Griekenland en Macedonië op aan hun geschil (over de naam Macedonië) snel te regelen.
- Heeft het rapport van de secretaris-generaal samen met de verklaring van Griekenland en de brief van Macedonië in beschouwing genomen.

1. Waardeert de inspanningen van het stuurcomité van de Internationale Conferentie over voormalig Joegoslavië en de voorstellen als goede basis voor een regeling.
2. Dringt er bij de partijen op aan hun inspanningen voort te zetten en snel een regeling te treffen.
3. Vraagt de secretaris-generaal op de hoogte te worden gehouden over de inspanningen met als doel het geschil voor de 48e sessie van de Algemene Vergadering op te lossen.

## Verwante resoluties
- Resolutie 843 Veiligheidsraad Verenigde Naties
- Resolutie 844 Veiligheidsraad Verenigde Naties
- Resolutie 847 Veiligheidsraad Verenigde Naties
- Resolutie 855 Veiligheidsraad Verenigde Naties

Lijst ·  800 ·  801 ·  802 ·  803 ·  804 ·  805 ·  806 ·  807 ·  808 ·  809 ·  810 ·  811 ·  812 ·  813 ·  814 ·  815 ·  816 ·  817 ·  818 ·  819 ·  820 ·  821 ·  822 ·  823 ·  824 ·  825 ·  826 ·  827 ·  828 ·  829 ·  830 ·  831 ·  832 ·  833 ·  834 ·  835 ·  836 ·  837 ·  838 ·  839 ·  840 ·  841 ·  842 ·  843 ·  844 ·  845 ·  846 ·  847 ·  848 ·  849 ·  850 ·  851 ·  852 ·  853 ·  854 ·  855 ·  856 ·  857 ·  858 ·  859 ·  860 ·  861 ·  862 ·  863 ·  864 ·  865 ·  866 ·  867 ·  868 ·  869 ·  870 ·  871 ·  872 ·  873 ·  874 ·  875 ·  876 ·  877 ·  878 ·  879 ·  880 ·  881 ·  882 ·  883 ·  884 ·  885 ·  886 ·  887 ·  888 ·  889 ·  890 ·  891 ·  892